# Trofeo Federale 1989
Il Trofeo Federale 1989 è stato la 4ª edizione di tale competizione, e si è concluso con la vittoria della Libertas, al suo primo titolo.

## Risultati
- Semifinali

A)  Domagnano -  Juvenes ? - ?
B)  Libertas -  La Fiorita ? - ?
- Finale:

C)   Libertas -  Domagnano 1 - 0